# AO Platania Chaniōn
El Athlītikos Omilos Platania Chaniōn (grec: Αθλητικός Όμιλος Πλατανιά Χανίων), també esmentat AO Platanias, és un club esportiu grec de la ciutat de Platanias, Creta. Va ser fundat el 1931.

## Palmarès
- Quarta divisió grega:
  - 2008-09

## Futbolistes destacats

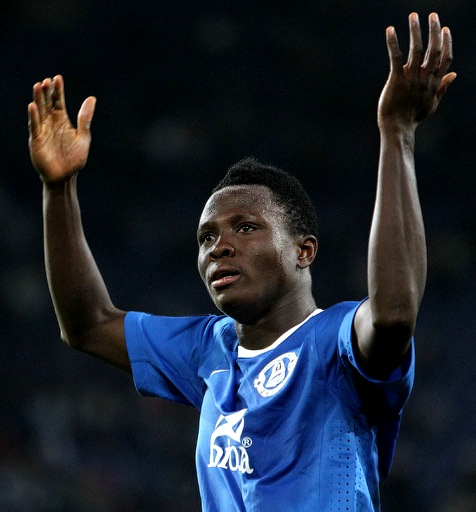
Samuel Inkoom
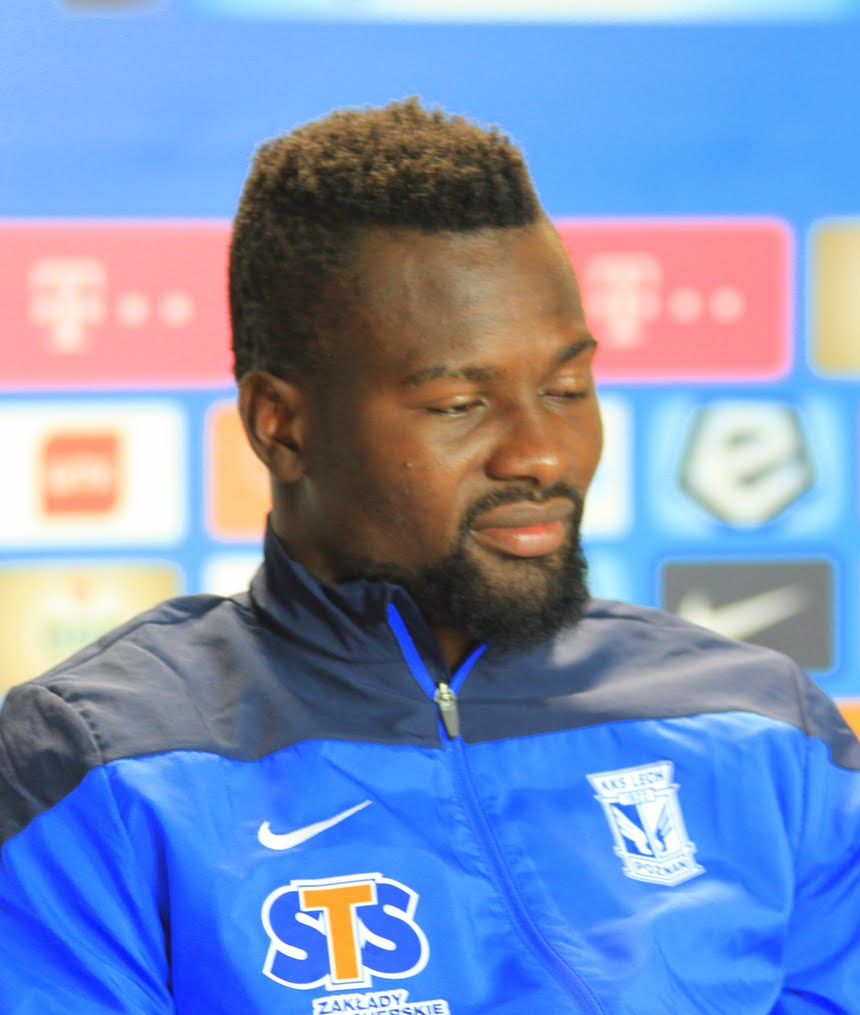
Aziz Tetteh
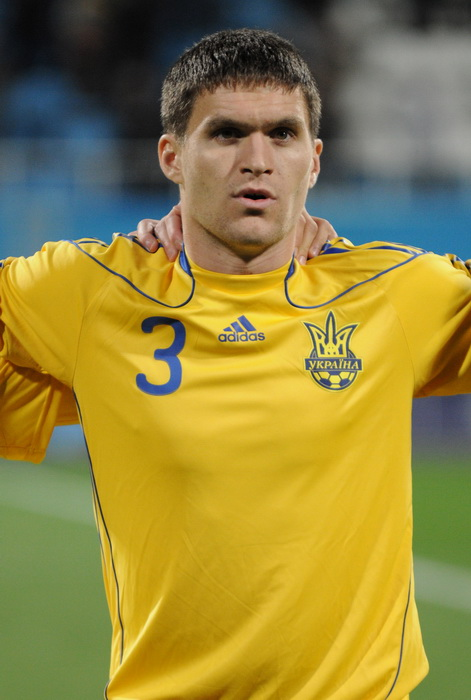
Yevhen Selin
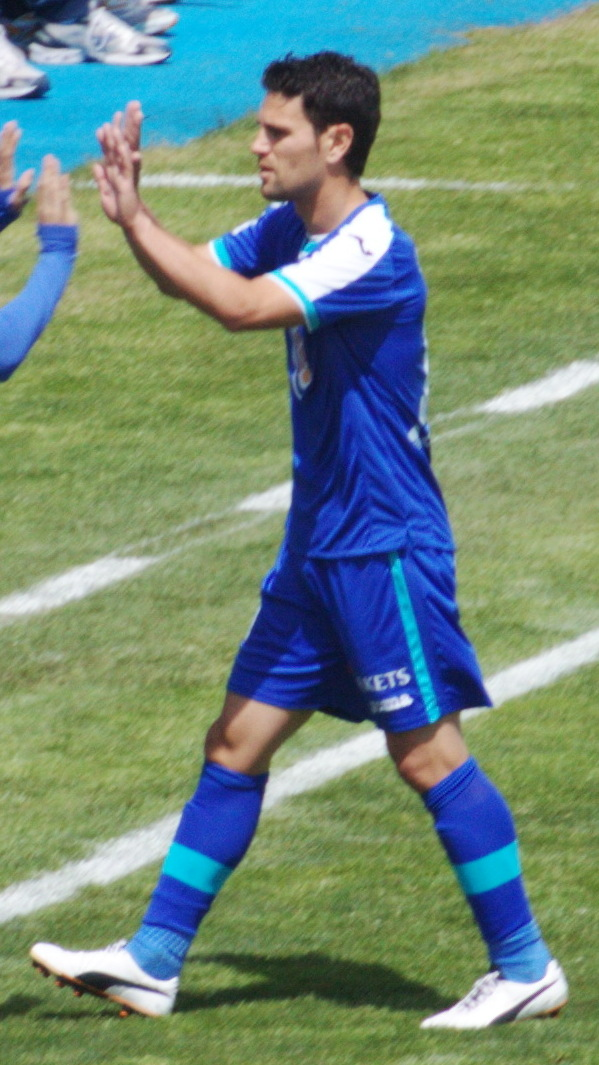
Jaime Gavilán
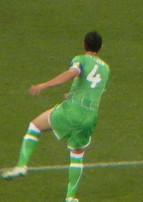
Antar Yahia